# Raymond Boyer
Pour les articles homonymes, voir abbé Boyer et Boyer.
Raymond Boyer (né le 13 juin 1925 à Marseille et mort le 29 mai 2011 à Draguignan) est un ecclésiastique, archéologue, chercheur et érudit provençal. Il est usuellement appelé « Abbé Boyer » ou « Père Boyer ».

## Biographie
Son père, Louis Gaston Boyer (1874-1953), était militaire. Après avoir combattu durant la Première Guerre mondiale, il quitte l'armée (dans laquelle il avait atteint le grade de capitaine) et se reconvertit dans le civil en devenant administrateur de la Société générale des huiles de pétrole à Marseille. Il épouse Églantine Miard en 1924. La famille Boyer, originaire d'Aups dans le Var, s'est illustrée aux XVIIIe et XIXe siècles, dans l'industrie de la tannerie.
Sa mère, née Églantine Rose Miard, était secrétaire chez un négociant. Après la naissance de son fils Raymond (qui sera fils unique), elle quitte son travail et devient mère au foyer.
Raymond Boyer naît à Marseille. En 1932, ses parents quittent cette ville pour habiter Draguignan, l'enfant étant scolarisé en classe de 9e (équivalent du CE1). Il suivra toute sa scolarité du primaire puis du secondaire au collège-lycée Ferrié. Il passe son bac A' en 1943.
Il est témoin de la libération de Draguignan.
Il est ordonné prêtre le 27 juin 1948, à l'âge de 23 ans.
Il obtient un doctorat d'État ès lettres et sciences humaines en 1955 à la faculté de lettres d'Aix-en-Provence. Sa thèse, supervisée par Georges Duby, a pour titre La chartreuse de Montrieux aux XIIe et XIIIe siècles. Il est professeur d'histoire du christianisme et de langue hébraïque classique au séminaire du diocèse de Fréjus-Toulon de 1951 à 1960. Il est détaché au CNRS dans le corps des chercheurs de 1957 à 1990, date de sa retraite.
Il crée à Draguignan le Centre archéologique du Var en 1957, puis le laboratoire de conservation-restauration des métaux archéologiques en 1963. Ce laboratoire est rattaché, sur le plan scientifique, à l'Institut d'archéologie méditerranéenne, puis au Centre de recherche archéologique du CNRS. Il crée également en 1967 le laboratoire d'archéo-anthropologie, rattaché à l'Institut d'archéologie méditerranéenne, puis au Centre de recherche archéologique du CNRS.
L'abbé Boyer est chapelain du prieuré de Provence de l'ordre de Saint-Lazare de Jérusalem. Il a été aumônier de la clinique Médicis de Draguignan, puis de la polyclinique Sainte-Thérèse.
Il est mort dans la nuit du 29 mai 2011 à son domicile, rue Notre-Dame du Peuple. Ses obsèques ont eu lieu en l'église Saint-Michel le 3 juin 2011.

## Membre de diverses sociétés savantes
Il a été membre de la Société d'études scientifiques et archéologiques de Draguignan et du Var ; il a été élu à l'unanimité président d'honneur de cette société.
Il a été aussi membre :
- de la Société française d'archéologie classique (Paris) ;
- de l'Institut international d'études ligures (Bordighera) ;
- de l'Institut royal d'archéologie de Grande-Bretagne (Londres) ;
- de l'Institut oriental de l'université de Chicago (Chicago).

Il a été enfin président d'honneur de l'Amicale des arméniens de Draguignan et de sa région.

## Distinctions et hommages
- Reçu le 5 novembre 1954 chapelain de l'Ordre Militaire et Hospitalier de Saint-Lazare de Jérusalem, nommé en 1995 Commandeur ecclésiastique.
- Chapelle de l'observance de Draguignan : une exposition a été consacrée, du 19 décembre 2006 au 17 février 2007, aux « 60 ans de travaux archéologiques de l'abbé Boyer ».
- Il a fêté en juin 2008 le soixantième anniversaire de son ordination, qu'il a concélébrée avec plusieurs prêtres à l'église St Michel de Draguignan. À cette occasion lui a été offerte la Croix pectorale du Patriarcat d'Etchmiadzin.

## L'arménien parlé
Il a appris à parler couramment l'arménien pour pouvoir discuter avec les vieux Dracénois appartenant à cette communauté.  Il a fait des conférences concernant l'immigration arménienne dans le Var ainsi que sur la messe arménienne.

## Publications
- « Un aumônier militaire français témoin du drame arménien : journal de l'abbé Chaperon » ; Raymond Boyer ; 1996[6].
- « Draguignan, 2000 ans d'histoire » ; Raymond Boyer, Pierre-Jean Gayrard, Yann Coudou et Charles Clairici ; 2000.
- « Une sainte provençale du XIVe siècle : Roseline de Villeneuve » ; Raymond Boyer et Gilles Grévin ; éditions De Boccard ; 2002.
- « Aperçu sur une technique de fouille des inhumations habillées » ; Raymond Boyer et Yves Pattori ; Revue archéologique de Narbonnaise, 1976, p. 271-284.
- « Découverte de la tombe d'un oculiste à Lyon (fin du IIe siècle ap. J.-C.) : instruments et coffret avec collyres » ; Raymond Boyer ; Revue d'archéologie Gallia, 1990, p. 215-249.
- « Le Trépied étrusque du musée archéologique de Nîmes : nouvel examen et nouvelle restauration » ; Raymond Boyer et William Mourey ; Centre de recherches archéologiques ; 1983.
- « Tissus découverts dans les fouilles du port antique de Marseille » ; Raymond Boyer et Gabriel Vial ; Revue d'archéologie Gallia ; 1982.
- Un groupe d'urnes funéraires (Ier – IIe siècle) découvert près des Arcs-sur-Argens (Var) ; Raymond Boyer, Guy Arnaud, Sylvie Arnaud et Antoine Reymondon ; Revue d'archéologie Gallia, 1986, no fasc. 1. - p. 91-120  (ISSN 0016-4119).
- Archéologie à Draguignan : le domaine de Saint-Hermentaire, Antiquité et Moyen Âge ; Raymond Boyer, Yann Codou, Pierre-Jean Gayrard ; éd. du musée municipal de Draguignan ; 1993.
- Saint-Hermentaire : une église de l'Antiquité tardive (de la villa gallo-romaine au prieuré rural) ; Boyer Raymond, Codou Yann, Gayrard Pierre ; éd. du musée municipal de Draguignan et de l'association Les Amis de Saint-Hermentaire ; 1994 ; 110 p. ;  (ISBN 2950736904).
- Vie et mort à Marseille à la fin de l'Antiquité : inhumations habillées des Ve et VIe siècles et sarcophage reliquaire trouvés à l'abbaye de Saint-Victor ; Dir. Raymond Boyer ; Atelier du patrimoine de la ville de Marseille, 1987, 123 p.
- « Fouilles de la Trinité, à Callas (Var). Campagne de 1960 » ; Raymond Boyer et Paul-Albert Février ; Revue d'archéologie Gallia, 1963, no 2., p. 261-275.
- « Atlas international des routes protohistoriques et historiques » ; Aubert Georges, Boyer Raymond, Février Paul-Albert, Taxil André ; éd. du Laboratoire de cartographie de l'école pratique des hautes études ; 1959-1980 :
  - Évolution de la grande voie transversale des Alpes Maritimes au Rhône : commentaires ; Aubert Georges, Boyer Raymond, Février Paul-Albert, Taxil André.
  - Étude partielle de la voie romaine de Forum Voconii à Riez ; Aubert Georges, Boyer Raymond, Février Paul-Albert.
- « Toulon avant le royaume », Raymond Boyer et Paul-Albert Février ; article intégré dans l'ouvrage Histoire de Toulon ; éd. Privat ; 1980.

## Conférences (sélection)
- « Les procès d'animaux au Moyen Âge » (2008)[7]
- « Les bâtiments à façade romane de la synagogue contestée de Draguignan » (2010)[8]
- « L’immigration arménienne dans le Sud-Est de la France et à Draguignan » (septembre 2010)[9]
- « Une voie romaine de Fréjus à Riez passant par Draguignan » (janvier 2011)[10]